# Bjursjöhöjden
Bjursjöhöjden är ett naturreservat i Säffle kommun i Värmlands län.
Området är naturskyddat sedan 2004 och är 153 hektar stort. Reservatet omfattar höjder med myrar och tjärnar och en del av Bjursjön i norr. Reservatet består av naturskogsartad barrblandskog. 